# 馬修·波伊德
馬修·羅伯特·波伊德（英語：Matthew Robert Boyd，1991年2月2日—），為美國職棒大聯盟的投手，目前效力於芝加哥小熊，他先前曾效力於藍鳥、老虎、水手與守護者等隊。

## 職業生涯

### 多倫多藍鳥
2013年美國職棒大聯盟選秀，藍鳥在第六輪選進波伊德。
2015年6月26日，波伊德登上大聯盟。他在初登板繳出6.2局失4分的成績，可惜最後吞敗。當時藍鳥急於奪冠，因此沒給波伊德太多機會，將他做為交易籌碼。

### 底特律老虎
2015年7月30日，藍鳥將波伊德、Daniel Norris和Jairo Labourt交易到老虎，換來大衛·普萊斯。波伊德在老虎小聯盟拿下9勝2敗，防禦率1.65。他在老虎初登板繳出7局失1分的好表現，幫助他拿下大聯盟首勝。
2016年，波伊德先從3A開季。期間他只短暫在大聯盟投一局，後來因為Aníbal Sánchez移往牛棚，波伊德進入先發輪值內。7月18日，他面對雙城主投6局無失分拿下勝投。整季他拿下6勝5敗，防禦率4.53。
2017年球季初，波伊德僅拿下2勝5敗，防禦率5.69。後來他在小聯盟待了一個月後，於7月17日回到大聯盟。9月17日，他面對白襪隊投出8.2局的無安打比賽，可惜被提姆·安德森敲出二壘安打，不過最終他還是投出生涯第一次的完投完封勝。整季他拿下6勝11敗，防禦率5.27。

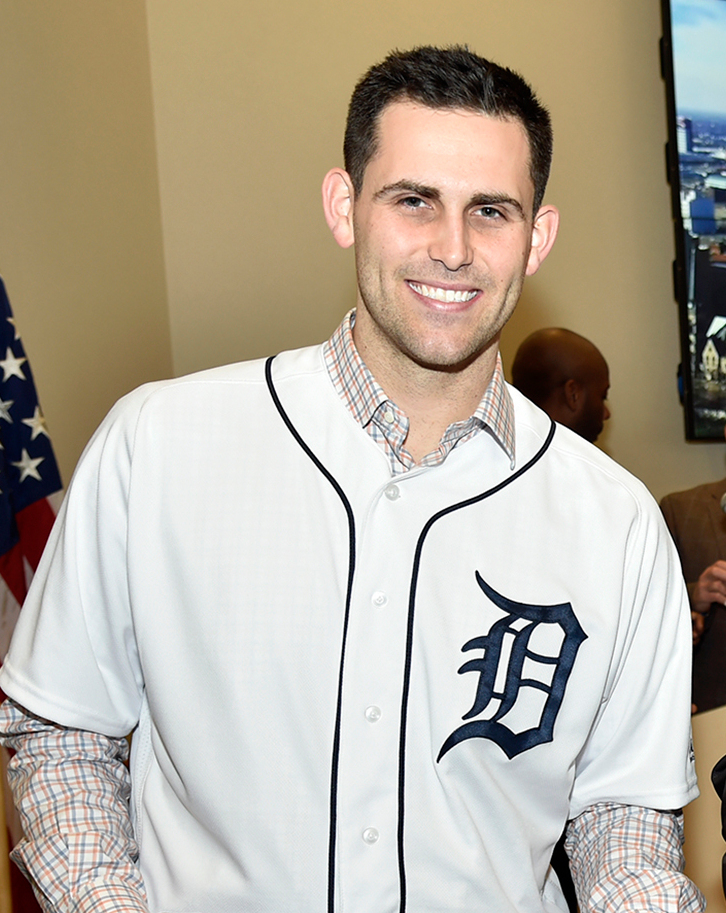
2019年的波伊德

2018年，波伊德拿下9勝13敗，防禦率4.39。2019年，他和老虎簽下1年260萬美元的合約。他也在這年達成連續兩場比賽先發單場至少投出10次以上三振的成績，是隊史自1908年以來首次。這年他的三振率相當出色，平均每9局能送出11.6次三振，不過他的挨轟率也是大聯盟先發投手最高，平均每9局挨1.89轟。.最後他拿下9勝12敗，防禦率4.56。
2020年，波伊德僅拿下3勝7敗，防禦率6.71是生涯最差。這年他各項數據都寫下生涯新低，同時也是美聯敗投王。
2021年，波伊德擔任球隊開幕戰先發投手。他在開幕戰主投6局無失分拿下首勝，不過他在6月中因肱三頭肌緊繃而進入60天傷兵名單。他在8月底回歸大聯盟，但在9月初再度受傷整季報銷。整季他拿下3勝8敗，防禦率3.89。球季結束後，老虎不與他續約，波伊德成為自由球員。

### 舊金山巨人
2022年3月20日，波伊德和巨人簽下一年520萬美元的合約。然而波伊德卻因為傷勢未痊癒的緣故，從來沒有在巨人登板。

### 西雅圖水手
2022年8月2日，巨人將波伊德和柯特·卡薩里交易到水手，換來Michael Stryffeler和Andy Thomas。9月1日，他面對老東家老虎主投8局無失分。他在9月4日拿下賽季首勝。

### 重返底特律
2022年12月14日，波伊德以一年合約重返老虎。他在老虎拿下5勝5敗，防禦率5.45。6月26日，他面對遊騎兵僅投0.2局便因左手肘不適退場。隔天他動了湯米約翰手術，導致剩餘球季報銷。球季結束後，他成為自由球員。

### 克里夫蘭守護者
2024年6月29日，他與守護者簽下一年合約。他在守護者先發8場比賽，拿下2勝2敗，防禦率2.76。

### 芝加哥小熊
2024年12月7日，波伊德與小熊簽下2年合約。他在6月25日達成生涯1000局的投球，並成功入選明星賽。

## 個人生活
波伊德目前已婚，並育有一對龍鳳胎。他和名人堂投手鮑伯·費勒及前美國第一夫人多莉·麥迪遜都有很遠的親屬關係。

## 外部連結
- 球員資訊和成績在MLB ，ESPN ，Retrosheet ，Baseball Reference ，Baseball Reference (Minors) ，Fangraphs ，The Baseball Cube （英文）
- 馬修·波伊德在台灣棒球維基館上的頁面（繁體中文）
- 馬修·波伊德的X（前Twitter）